# Tipula (Yamatotipula) latemarginata latemarginata
Tipula (Yamatotipula) latemarginata latemarginata is een ondersoort van de tweevleugelige Tipula (Yamatotipula) latemarginata uit de familie langpootmuggen (Tipulidae). De ondersoort komt voor in het Palearctisch gebied.